# William Maxwell (político)
William Jardine Herries Maxwell (4 de março de 1852 – 31 de julho de 1933) foi um político escocês filiado ao Partido Liberal Unionista.
Maxwell foi eleito membro do Parlamento nas eleições gerais de 1892 e ocupou o acento até 1895 quando seu oponente do Partido Liberal, Robinson Souttar o derrotou por uma maioria de 13 votos. Retornou ao assento em 1990, onde permaneceu até as eleições geais de 1906.